# اوگینک
اوگینک، روستایی در دهستان تنگ سرحه بخش پیپ شهرستان لاشار در استان سیستان و بلوچستان ایران است.
بلند ترین آبشار استان با ارتفاع  ۱۰۰ متر در این روستا واقع می باشد.
اوگینک یکی از روستاهای زیبا است  رودخانه فصلی یکی از جاهای گردشگری است 
در اوگینک کوه بزرگ نیلگ  قرار دارد  که ارتفاع بلندی دارد 
در این روستا آبشاری به نام (آبشار غرپشت ) وجود داردکه ارتفاع ۱۰۰متر دارد.
درمنطقه کوهستانی به نام سیهبند قراردارد این آبشار

## جمعیت
بر پایه سرشماری عمومی نفوس و مسکن در سال ۱۳۹۵ ، جمعیت این روستا برابر با ۹۰۱ نفر (۲۵۳ خانوار) بوده‌است.